# 누나소코나카쓰히메
누나소코나카쓰히메노 미코토(일본어: 渟名底仲媛命?~?)은 일본의 제3대 천황 안네이 천황의 황후이며, 오키소미미노미코토(息石耳命), 이토쿠천황(懿德天皇), 시키쓰히코노미코토(磯城津彦命)의 생모이다. 부친은 고토시로누시(事代主)의 아들인 가모노키미(鴨王)이며, 모친은 미상이다. 안네이(安寧) 3년에 황후가 되었다.

## 가족 관계
- 부 : 가모노키미노미코토(鴨王命 ?~?)
  - 남편 : 일본 제3대 천황 안네이 천황(安寧天皇, 기원전 577년~기원전 510년)
    - 장남 : 오키소미미노미코토(息石耳命)
    - 차남 : 일본 제4대 천황 이토쿠 천황(懿德天皇, 기원전 533년~기원전 477년)
    - 3남 : 시키쓰히코노미코토(磯城津彦命)